# Motovun
Motovun (olaszul:  Montona) falu és község Horvátországban, Isztria megyében. Közigazgatásilag Brkač, Kaldir és Sveti Bartol települések tartoznak hozzá. Lakossága a 20. század elejére a mainak háromszorosára emelkedett, azóta viszont folyamatosan csökken. Horvátország egyik legfejlettebb turisztikai régiója.

## Fekvése
Az Isztria középnyugati részén, Pazintól 15 km-re északnyugatra, Bujétől 21 km-re délkeletre a Mirna bal partja felett emelkedő magaslaton fekszik. Az egyik legépebben fennmaradt isztriai középkori városias jellegű település. Magja a Centar egy kúp alakú magaslat tetején helyezkedik el. Ennek déli lejtőire épült a Podgrađe, a tőle keletre fekvő dombhátra pedig a Predgrađe nevű előváros. A magaslat lábánál a Mirna völgyében a Karojba felé vezető út mellé a 19. században települt be a Kanal (olaszul Laco) nevű településrész.

## Története
A településnek a dombtetőn akropoliszszerűen elhelyezkedő magja helyén már a történelem előtti időben erődítmény állt, melynek építői az illírek vagy a kelták voltak. Neve is kelta eredetre vezethető vissza, mely valószínűleg a hegyen épített város jelentésű „montona” főnévből származik. Múltját tekintve a többi isztriai település sorsában osztozott. Az emberi kultúra első maradványai a bronzkor közepéről az i. e. 1500 körüli időből származnak, annak bizonyítékaként hogy itt már 3500 éve folyamatos az emberi jelenlét. Az i. e. 177-ben kezdődött római uralom viszonylag békésebb időszaka kedvezőtlenül hatott a fejlődésére, mivel kevéssé volt szükség a Motovunhoz hasonló erődített helyekre. Sokkal inkább fejlődtek az élénk forgalmat és kereskedelmet lebonyolító települések.
Motovun első, az Isztria legnagyobb váraként történt írásos említése 804-ben az Isztria egyik legfontosabb középkori dokumentumából, a Nagy Károly frank uralkodó által összehívott birodalmi gyűlés okleveléből származik. Ebből kitűnik, hogy az általa fizetett adó alapján (évi 30 arany) Motovun Poreč, Póla és Rovinj után az Isztria negyedik legjelentősebb települése volt abban az időben.
Az ezt követő évszázadokban Motovun az aquileiai pátriárka alárendeltségébe tartozó poreči püspökség birtoka volt, amely a 12. században a goricai grófoknak engedte át. A 13. század közepétől a települést a pátriárka által megerősített podesztátus kormányozta. 1278-tól a Velencei Köztársaság fennhatósága alá került, melyet egy a század végéig tartó, a goricai grófok és a velenceiek közötti a motovuni erdő hovatartozásáról szóló határvitákkal terhelt békétlen időszak követett. A 13. és a 14. századra esik a mai településmag és a védőfalak kiépítése, melyeket a későbbi időkben többször megújítottak. Erre az időszakra utalnak a községháza 13. századi román stílusú ablakai, a Szent István plébániatemplom különálló 13. századi harangtornya és a 14. századi városkapu. Motovun szerepel az Isztria 1525-ben Pietro Coppo által készített első térképén is.
A Velencei Köztársaság bukása 1797 után előbb francia, majd osztrák uralom következett. 1857-ben 1225, 1910-ben 1517 lakosa volt. Az első világháború után a rapallói szerződés értelmében Isztria az Olasz Királysághoz került. A második világháború után Jugoszlávia része lett. Lakosságának nagy része kivándorolt, épületei lepusztultak. Az 1970-es években kezdődött a házak és műemlékek újjáépítése, felértékelődött a turizmus jelentősége. Mára az Isztria egyik fontos turisztikai központja lett. A település Jugoszlávia felbomlása után 1991-ben a független Horvátország része lett. 2011-ben a falunak 481, a községnek összesen 1001 lakosa volt. Lakói főként mezőgazdasággal, állattartással, szőlőműveléssel és bortermeléssel foglalkoznak. Motovunban több kisvállalkozás és egy szálloda (Kaštel) is működik. A legújabb időkben nemzetközi filmfesztivált (Motovuni Filmfesztivál) és ehhez kapcsolódó rendezvényeket tartanak a településen.

## Nevezetességei
- A település védőfalai nagyrészt a korábbi várfalak alapjain a 13–14. században épültek, később többször felújították őket. Hosszúságuk 436 méter, magasságuk 9 és 15 méter között váltakozik. A második védőfalat a 16-17. században építették a velenceiek. A falakon ma is látszik a lőrések sora, melyeken át a védők tűz állandó alatt tarthatták az ellenséget. A településen két fő utca vezet át a Gradiziol és a Borgo, melyek az első és a második védelmi övezet között fekvő Josef Ressel nevét viselő alsó téren találkoznak.
- Az Andrea Antico nevét viselő főtér északi oldalát a 16. században épített várkapu (bastion) védi, melynek alsó része egyúttal átjáróként szolgált. A védelmet a kapuépítmény síkjából kiugró ún. machioculis és a lőrések sora érősítette. A machioculis felső szintjéről a védők köveket és forró olajat zúdítottak az ellenségre. A várkapu belsejében lapidáriumot alakítottak ki ahol a római kortól a középkorig terjedő időszakból származó kőtöredékek, sírkőlapok találhatók. A kapun a Velencei Köztársaság jelképe a szárnyas oroszlán látható, mely 13 helyen fordul elő a vár területén hol nyitott, hol csukott könyvvel ábrázolva aszerint, hogy az építmény béke, vagy háború idején készült.
- A Josef Ressel tér szélén található a 17. század elején épített városi loggia, mely főként ítélkezésre és a közösségi élet eseményeire (közgyűlések, adásvétel, hirdetmények közzététele) szolgált. A teret három oldalról zárják körbe az épületek, míg a nyugati oldalán a Mirna völgye felé nyitott és nagyszerű kilátást nyújt a völgy másik oldalára, valamint a környező tájra egészen a tengerig. Keleti oldalán áll a 13. századból származó román stílusú kétrészes ablakokkal díszített közösségi épület.
- A közösségi épület keleti oldala az Andea Antico térig ér. Itt található a belső városkapu, mely a 14. században épült gótikus stílusban román elemekkel. Ennek mivel az egyetlen bejárat volt a település szűkebb központjába kizárólag védelmi funkciója volt. A kapunyílás felett Motovun címere és a velencei szárnyas oroszlán mellett a velencei Memo család címere látható. A főteret szegélyező épületek között a közösségi és szakrális jelleg dominál. A közösségi palotával átellenben magasodik a Szent István plébániatemplom[2] reprezentatív homlokzata. A háromhajós templomot 1580 és 1614 között építették. Mai formáját Andrea Palladio tervei szerint nyerte el. Belsejét teljesen beborítják a falfestmények. A Szent Istvánt és Szent Margitot ábrázoló mennyezeti freskókat Giuseppe Bernardino Bison festette. A falakon Motovun vidékének védőszentjei láthatók. Kincsei közé gyertyatartók, kelyhek, Szent István ereklyéi és egy a 14. század közepén készített körmeneti oltár tartozik. A 22 méter magas harangtorony négy évszázaddal idősebb a templomnál, a 13. században épült és eredetileg a vár egyik védőtornya volt. Ezért rendhagyó módon toronysisakja nem gúla alakú, hanem a korábbi védelmi funkciójának megfelelően pártázatos. Magasságánál fogva a település legdominánsabb építménye.
- A plébániatemplom déli oldalán egy nagy reneszánsz palota található, mely egykor a Polesini családé volt. Az eredeti palotából mára nem sok maradt. Az épület ma szállodaként működik és a Kaštel nevet viseli. A tér alatt egy nagy ciszterna található, amely két kúton keresztül látta el a települést. A tér északi részén álló kút a 15. században épült, míg a palota alatti kút ennél is régibb, a 14. századból származik. Ezen a kúton látható Motovun legrégibb ábrázolása egy várfal és egy torony formájában.
- Nem messze az első védőfaltól a domb déli lejtőjén épült ki a Podgrađe településrész. A várfalaknak támaszkodó felső rész kiépítése már a 14. században elkezdődött, míg a Borgo utca alsó oldala csak később a 17., 18. és a 19. században épült ki. Az utca alsó házai között található a bejárata feletti feliratos tábla szerint 1622-ben épített szegényház. Vele átellenben áll a Szent Antal templom, mely tulajdonképpen a régebbi Szent Ciprián templom átépítésével létesült 1855-ben hálából egy átvészelt kolerajárvány után. Lejjebb a Borgo utcán található a Keresztelő Szent János és Szűz Mária tiszteletére szentelt templom, mely a 16. században, 1521-ben épült valószínűleg egy korábbi templom helyén. Több szép oltára van. A főoltár a templom közepén áll azon a helyen, ahol a legenda szerint egy Mária-jelenés volt. A templom tornyát 1898-ban építették, ezzel a legfiatalabb a település tornyai között. Az utcán végigmenve néhány érdekes látványt nyújtó fedett folyószerű átjáró is található. Ezt a városrészt egykor szintén falak védték, de ezeket miután védelmi funkciójuk megszűnt a 18. században lebontották és csak néhány, a házak falába illesztett részletük maradt fenn.
- A település központjától keletre elterülő Predgrađe településrész valamivel később létesült a Podgrađénál. Itt vezet át a Gradiziol utca, mely szelídebb emelkedésű a lépcsőzetes Borgo utcánál. Itt is található néhány jelentős épület, melyek a 18. és a 19. században épültek. Itt található a xenoduchium, az utazók egykori szálláshelye, melyet mára teljesen átépítettek. A Szeplőtelen fogantatás templom (Crkva BDM "dei Servi") főoltárán a Lourdes-i Madonna szobrával és Girolamo Corner képeivel. Itt eredetileg 1584-ben ferences kolostor épült, a templomot a 17. században építették barokk stílusban, de különösen igénytelen kivitelezésben. 15 méter magas harangtornyát szintén a 17. században emelték. Itt is álltak egykor védőfalak, de csak a déli oldalon, mert északról a domb természetes védelmet jelentett.
- A felső temetőben áll a 19. században épített Szent Margit templom.
- 1999-óta rendezik meg a településen a Motovuni filmfesztivált.

## Lakosság
| Lakosság változása | Lakosság változása | Lakosság változása | Lakosság változása | Lakosság változása | Lakosság változása | Lakosság változása | Lakosság változása | Lakosság változása | Lakosság változása | Lakosság változása | Lakosság változása | Lakosság változása | Lakosság változása | Lakosság változása | Lakosság változása |
| ------------------ | ------------------ | ------------------ | ------------------ | ------------------ | ------------------ | ------------------ | ------------------ | ------------------ | ------------------ | ------------------ | ------------------ | ------------------ | ------------------ | ------------------ | ------------------ |
| 1857               | 1869               | 1880               | 1890               | 1900               | 1910               | 1921               | 1931               | 1948               | 1953               | 1961               | 1971               | 1981               | 1991               | 2001               | 2011               |
| 1225               | 1267               | 1419               | 1483               | 1452               | 1517               | 1253               | 1282               | 1032               | 693                | 738                | 621                | 610                | 590                | 531                | 481                |

## Híres emberek
Motovunban (akkor még Montona d′Istria, Olaszország) született 1940. február 28-án Mario Andretti olasz származású amerikai autóversenyző, egyszeres Formula–1-es világbajnok, valamint az 1969-es indianapolisi 500 mérföldes autóverseny győztese.

## Galéria
- A 15. századi várkapu
- A belső várkapu
- A városi loggia
- Az Andrea Antico tér
- A Szent István plébániatemplom
- A Szent Antal templom
- A Keresztelő Szent János templom
- A Szűz Mária kapu a Borgo utcában
- Kilátás a városközpontból a Podgrađéra
- Motovuni utcarészlet
- A régi városi közkút
- Motovuni utcarészlet
- Várfalak a plébániatemplom tornyával
- Címerek a kőtárban
- A filmfesztivál nézőtere